# Santa Eufemia de Ambía

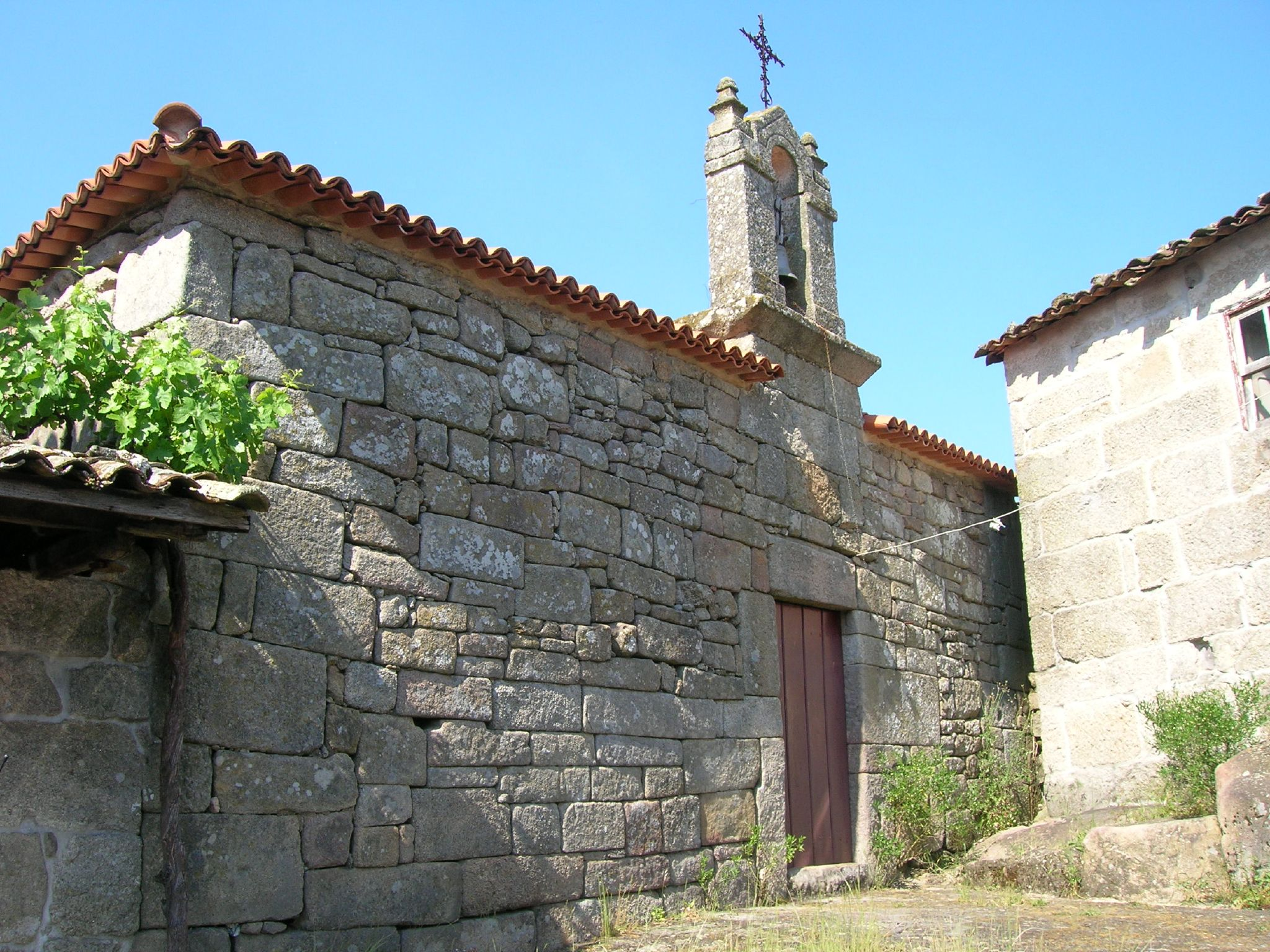
Kirche Santa Eufemia

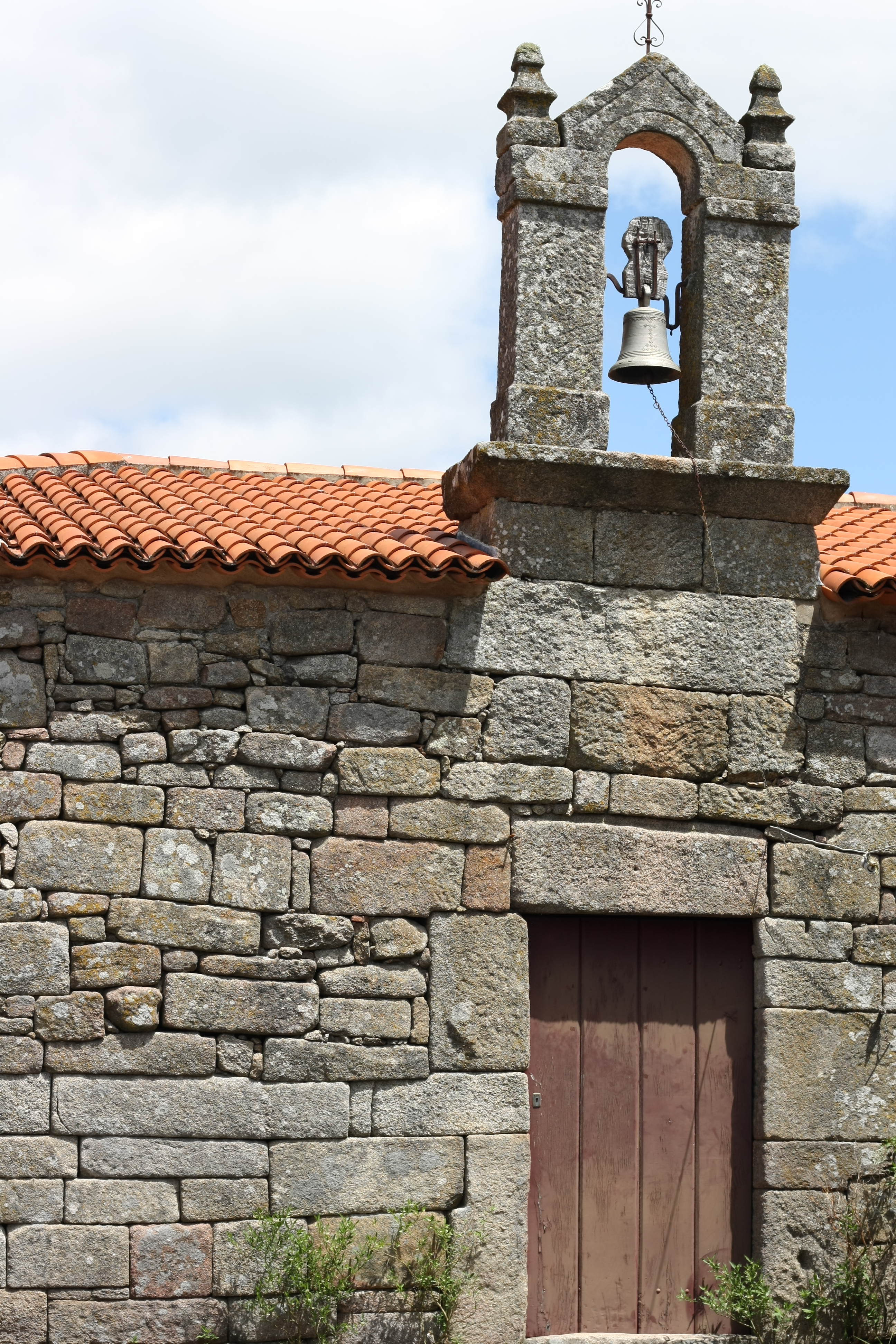
Glockengiebel

Santa Eufemia de Ambía ist eine präromanische Kirche, die in das 10. Jahrhundert datiert wird. Sie gehört zur Parroquia Ambía der Gemeinde Baños de Molgas und liegt in der spanischen autonomen Gemeinschaft Galicien, rund 25 Kilometer südöstlich von Ourense. Von dem ursprünglichen Bau sind die Südwand und die Ostfassade erhalten. 1931 wurde die Kirche zum Baudenkmal (Monumento Histórico Artístico) erklärt.

## Datierung
In der Nähe der Kirche wurden zwei Steinblöcke mit Widmungsinschriften gefunden, auf denen die Namen Salvator und Eufemia entziffert wurden. Sie werden als Beleg gedeutet, dass die Kirche den beiden Schutzpatronen geweiht war und gelten als Hinweis auf die Entstehungszeit der Kirche. Im 9. und 10. Jahrhundert war es üblich, die Kirchen mehreren Heiligen zu weihen und ihnen eigene Altäre zuzuordnen. 

## Architektur

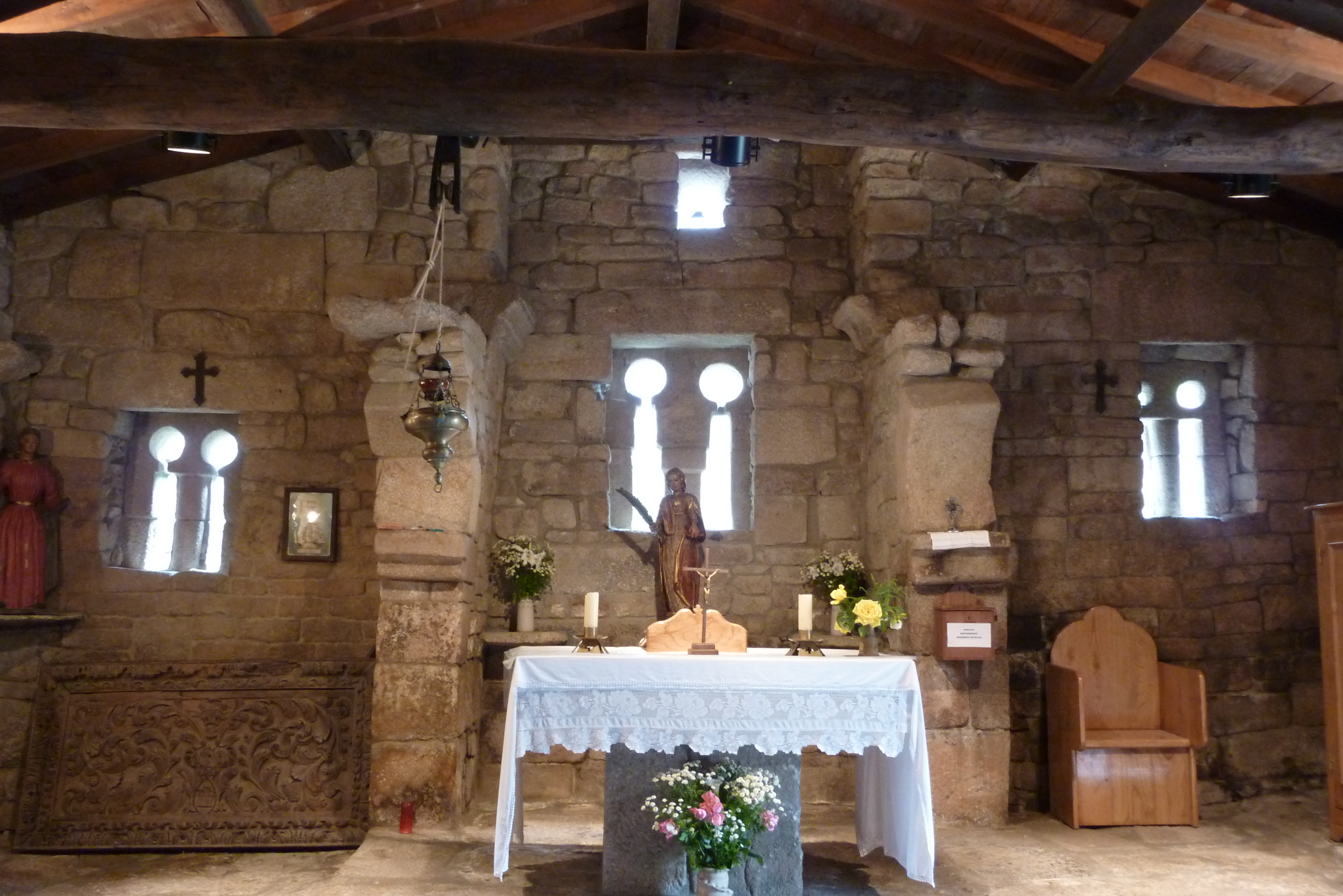
Rechteckapsiden mit Zwillingsfenstern, Ansätze der Hufeisenbögen zwischen der Hauptapsis und den Nebenapsiden

Die Kirche ist aus unterschiedlich großen, sorgfältig aneinander gefügten Granitblöcken errichtet. Der Innenraum besteht heute nur noch aus einem einzigen Saal. Zwischen den rechteckigen Apsiden sind noch die Trennwände zu erkennen und die Ansätze der Hufeisenbögen. Der offene Glockengiebel (Espadaña) stammt aus späterer Zeit.

## Fenster
Die Fensteröffnungen der Apsiden sind als Zwillingsfenster gestaltet und haben die Form von Schlüssellöchern. Die eng geschlossenen Hufeisenbögen weisen auf mozarabischen Einfluss hin. Im Zwickel des mittleren Zwillingsfensters ist ein Herz eingraviert und auf dem Kämpfer über der Mittelstütze sind zwei Hufeisenbögen in den Stein gekerbt.

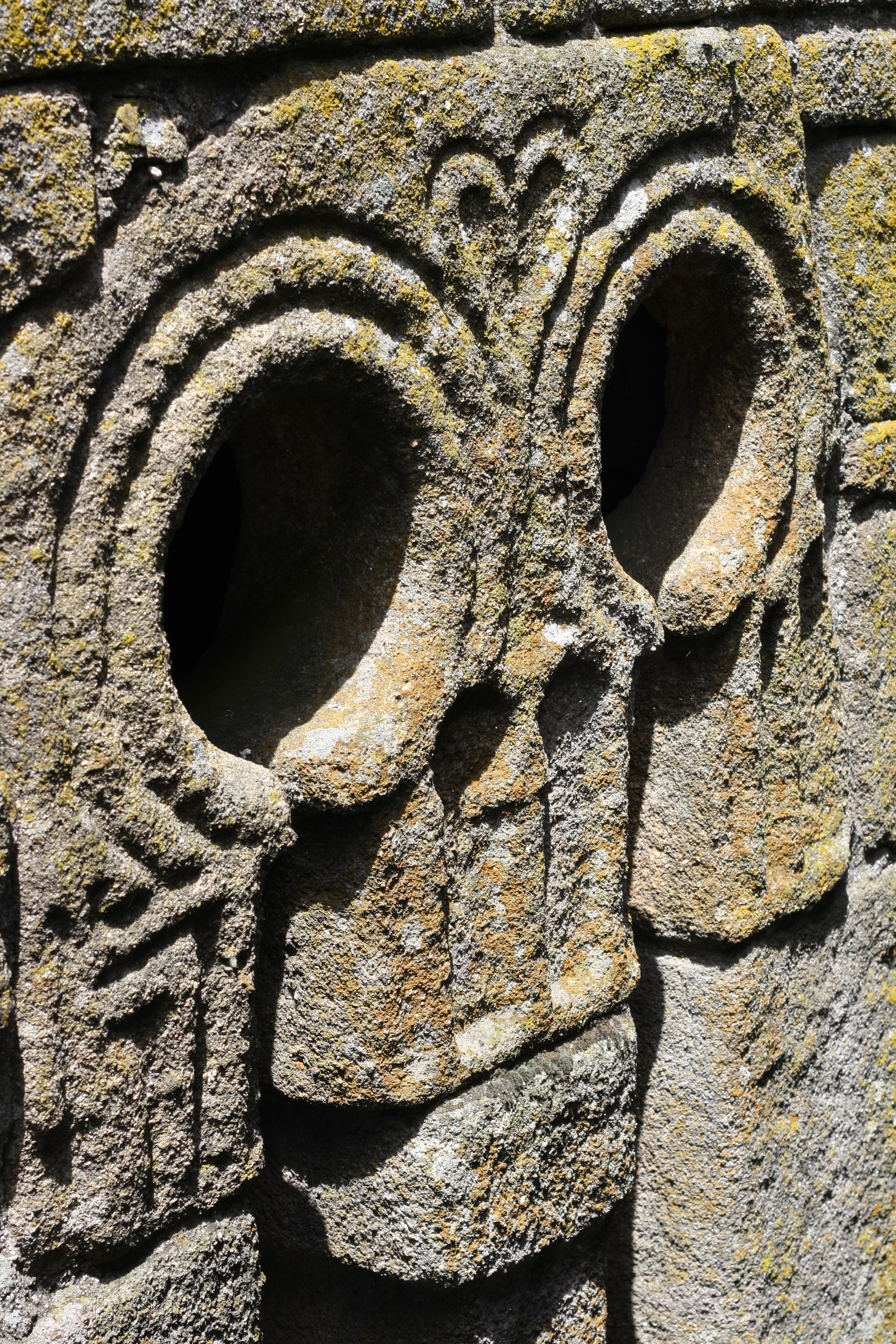
Zwillingsfenster mit Hufeisenbögen
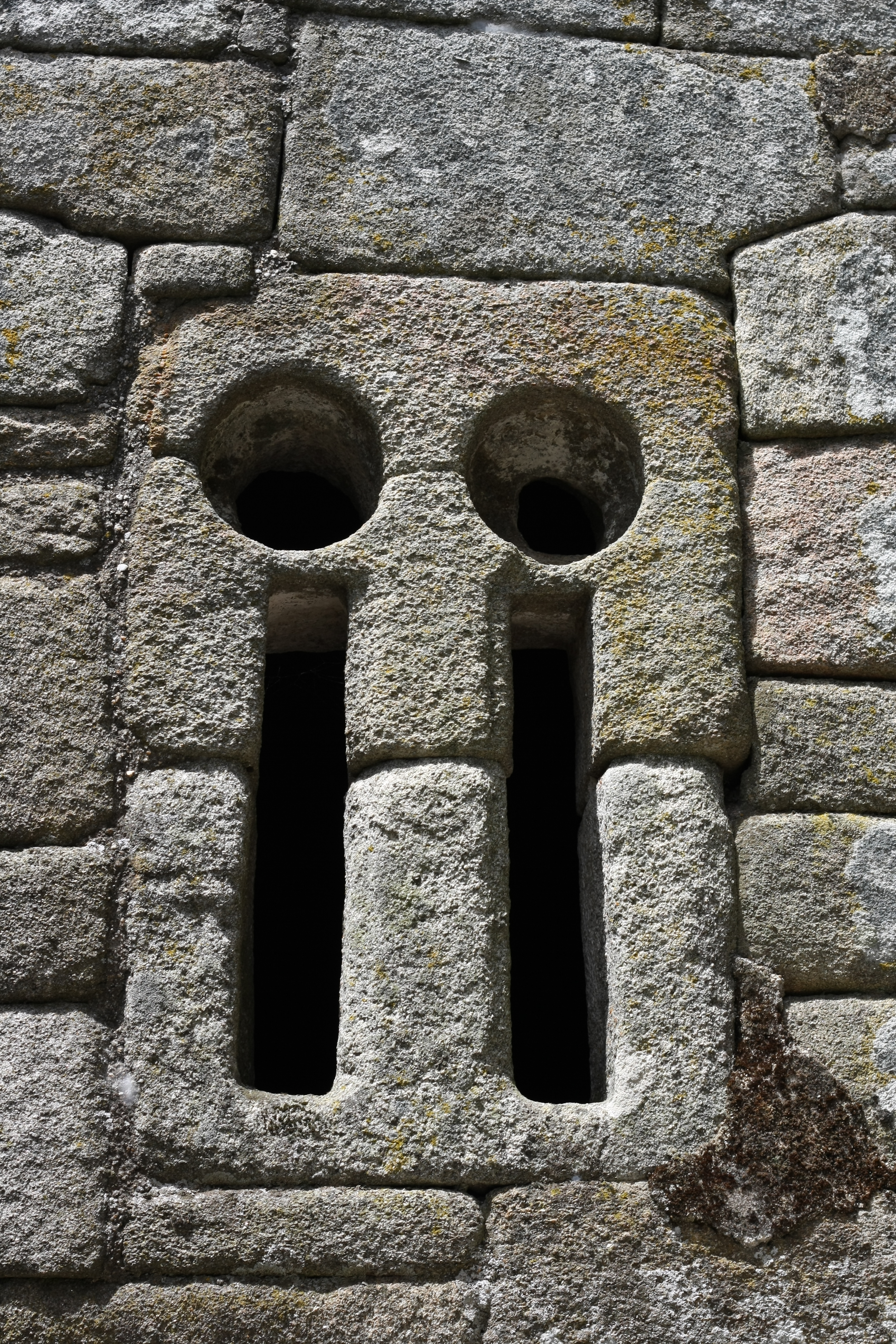
Zwillingsfenster